# Mary Lippens
Marie-Louise Lippens (Gent, 3 augustus 1904 – Belzig, 8 september 1944), genoemd Mary, was de dochter van graaf Maurice August Lippens (1875-1956)  en Madeleine Peltzer (1883-1972).  Ze werd een slachtoffer van de Duitse SS.

## Levensloop
Mary Lippens trouwde in 1929 met Jean del Marmol (1901-1971) met wie ze vier kinderen had. Haar zus Suzanne Lippens (1903-1985) trouwde met haar achterneef Léon Lippens. Hierdoor was Mary de tante van onder meer Maurice en Leopold Lippens.
Jean del Marmol was lid van de generale staf van het Belgische Geheim Leger en werd door de Gestapo gezocht. Omdat hij niet gevonden werd, pakte men zijn echtgenote op. Ze werd vijf maanden lang opgesloten in Antwerpen. Haar vader, de invloedrijke graaf Maurice Lippens poogde wanhopig haar vrij te krijgen en sprak al zijn relaties aan (onder meer generaal Alexander von Falkenhausen). Dit lukte hem niet en zijn contacten deelden hem mee dat ze niets konden ondernemen tegen de SS van Himmler.
Mary werd afgevoerd naar Duitsland en in het concentratiekamp Ravensbrück opgesloten. Ze werd er door haar medegevangenen verkozen tot blokoverste, maar na enkele dagen al afgezet door de kampleiding. Volgens getuigen werd ze regelmatig afgeranseld door 'aufseherinnen' die het graag gemunt hebben op de "gravin". Zijzelf was nooit gravin geweest en haar man was trouwens niet van adel. Toen ze naar Belzig werd overgeplaatst was ze zo verzwakt dat ze na korte tijd in een fabriek te hebben gewerkt het bewustzijn verloor, omwille van haar ontstoken wonden. Ondanks de stampen en slagen van de 'aufseherinnen' die probeerden haar recht te krijgen, kwam ze niet meer bij en gaf de geest.

## Nageslacht
Het echtpaar del Marmol-Lippens had vier kinderen. Een zoon en een dochter werden in 2010 in de adelstand erkend, met de titel van baron, respectievelijk barones voor hen beiden, overdraagbaar op al de nakomelingen van de zoon. Ook twee overlevende zonen uit het tweede huwelijk van Jean del Marmol werden in 2010 erkend te behoren tot de Belgische adel met de titel van baron, overdraagbaar op alle afstammelingen in mannelijke lijn.